# Kisverbóc
Kisverbóc (szlovákul: Vrbovec) Nagymihály város része, egykor önálló község Szlovákiában, a Kassai kerület Nagymihályi járásában.

## Fekvése
Nagymihály központjától 2 km-re délkeletre, a Laborc bal partján fekszik.

## Története
A 18. század végén Vályi András így ír róla: VERBÓCZ. „Tót falu Ungvár Várm. földes Urai Gr. Sztáray, és több Uraságok, lakosai külömbfélék, fekszik N. Zalatskához közel, mellynek filiája; határja jó.”
Fényes Elek 1851-ben kiadott geográfiai szótárában így ír a faluról: „Verbócz, Ungh vm. orosz-tót falu, ut. p. Nagy-Mihályhoz 3/4 órányira: 132 romai, 321 g. kath., 6 evang., 47 ref., 12 zsidó lak. F. u. gr. Waldstein.”
1920-ig Ung vármegye Szobránci járásához tartozott.

## Népessége
1880-ban 264 szlovák és 1 magyar anyanyelvű lakta.
1890-ben 241 szlovák anyanyelvű lakosa volt.
1900-ban 276 szlovák és 14 magyar anyanyelvű lakta.
1910-ben 282 szlovák és 6 magyar anyanyelvű élt itt.
1921-ben 278 csehszlovák lakosa volt.
1930-ban 209 csehszlovák lakosa volt.

## Nevezetességei
A Nagyboldogasszony tiszteletére szentelt, római katolikus temploma 1936-ban épült.

## Külső hivatkozások
- Kisverbóc Szlovákia térképén

## Lásd még
- Nagymihály
- Laborcszög
- Mocsár
- Topolyán